# (9206) Yanaikeizo
(9206) Yanaikeizo (1994 RQ) – planetoida z grupy pasa głównego asteroid okrążająca Słońce w ciągu 3,93 lat w średniej odległości 2,49 j.a. Odkryta 1 września 1994 roku.